# 五里界街道
五里界街道，是中华人民共和国湖北省武汉市江夏区下辖的一个乡镇级行政单位。

## 行政区划
五里界街道下辖以下地区：
界镇社区、锦绣村、毛家畈村、李家店村、中洲村、东湖街村、老屋汤村、唐涂村、孙家店村、群益村和童周村。